# 아사쿠라정
아사쿠라정(朝倉町)은 후쿠오카현 중남부 아사쿠라군에 위치했던 정이다. 
2006년 3월 20일에, 아마기시, 하키정과 합병해 아사쿠라시가 되었다.

## 역사
- 1889년 4월 1일 - 정촌제 시행에 수반해 조자군 아사쿠라촌, 미야노촌, 오바촌, 후쿠나리촌이 성립하였다.
- 1896년 4월 1일 - 게자군, 야스군과 합병해, 아사쿠라군이 되었다.
- 1909년 6월 15일 - 아사쿠라촌, 후쿠나리촌이 합병해 새로운 아사쿠라촌이 성립하였다.
- 1955년 3월 31일 - 아사쿠라촌, 미야노촌, 오바촌이 대등합병해 새로운 아사쿠라촌이 성립하였다.
- 1962년 4월 1일 - 정으로 승격해 아사쿠라정이 되었다.
- 2006년 3월 20일 - 아마기시, 하기정과 합병해, 아사쿠라시가 되어 소멸하였다.

## 교통

### 도로
- 오이타 자동차도
- 국도 386호선

### 버스
- 규슈 자동차도